# Джахнун

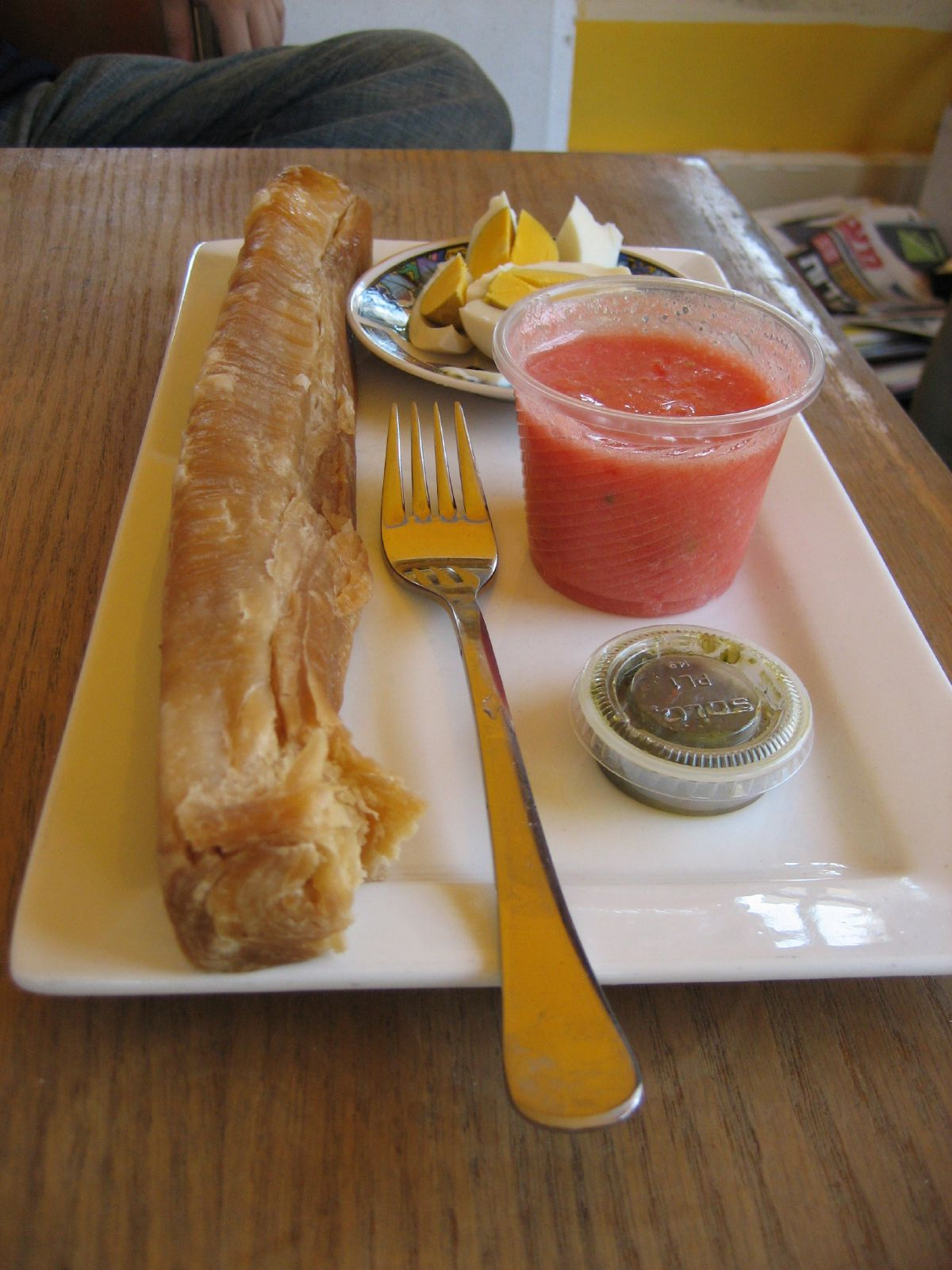
Джахнун, поданий з схугом, соусом з подрібнених помідорів та яйцем

Джа́хнун (івр. ג'חנון) — єменський кулінарний виріб з листкового тіста, особливо поширений серед єменських євреїв.

## Приготування
Прісне листкове тісто для приготування джахнуну виготовляється з борошна, води і невеликої кількості цукру й солі. Потім тонкі шари тіста змащуються маргарином або топленим маслом і скручуються в тугі рулети діаметром близько 3 см.
Після охолодження рулети джахнуна укладаються в каструлю і ставлять в духову при низькій температурі або на малому вогні на плиті від 8 до 12 годин. Готовий джахнун має коричневий колір та солодкуватий смак.
Подається джахнун зазвичай з запечених разом з джахнуном або звареним круто яйцем, соусом з подрібнених помідорів і гострим схугом.

## Поширення
Особливого поширення джахнун отримав в Ізраїлі, куди був завезений єменськими євреями, у яких він вважається традиційною суботньою стравою: як і традиційний суботній човлент, джахнун ставиться на вогонь в п'ятницю напередодні настання суботи та знаходиться там до суботнього ранку, не вимагаючи забороненого в ході суботи запалювання вогню.
При цьому в 2011 році Армія оборони Ізраїлю заявила про виключення джахнуна з армійського меню внаслідок надмірної жирності продукту.